# Опудало

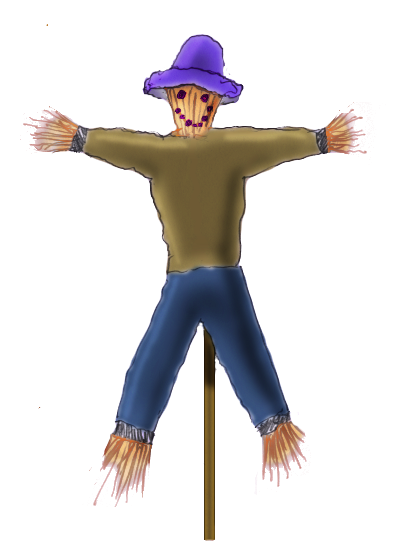
Городнє опудало

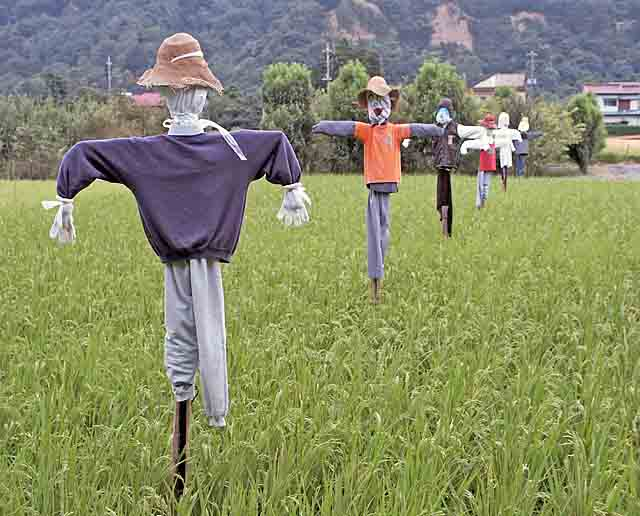
Опудало на рисовому заливному полі в Японії

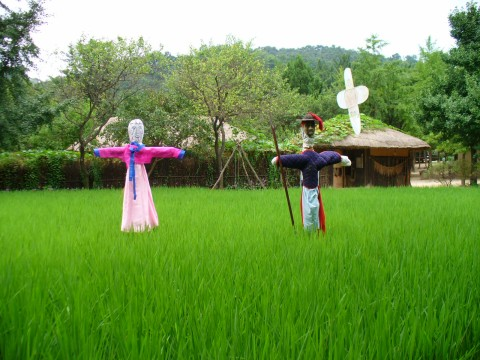
Корейські опудала

Опу́дало, страшо́к, соло́м'яний дід, іноді поторо́ча, пугало у сільському господарстві — антропоморфна конструкція зі шматків старого одягу, поліетилену тощо на дерев'яному, металевому або іншому каркасі, що традиційно використовується для відлякування шкідників — наприклад, птахів. Часто у конструкції використовують елементи, що створюють шумні звуки навіть при маленькому вітрі.

## Історія
У японській історичній хроніці «Кодзікі», що вважається найдавнішою книгою Японії (датується 712 роком), описується опудало під назвою Куєбіко як божество, що не може ходити, але знає все про світ.
Сучасні опудала рідко мають вигляд людини. Часто для відлякування птахів використовуються смуги поліетиленової алюмінізованої плівки, які прив'язують до рослин; такі опудала відбивають світло, спалахи якого лякають шкідників. Також використовують автоматичні шумові пістолети на основі пропану.

## У культурі
- Страшило Мудрий — персонаж казки О. М. Волкова «Чарівник Смарагдового міста» і її продовжень.
- Опудало — персонаж казки Л. Ф. Баума «Дивовижний чарівник країни Оз» і її продовжень.
- Гарбузоголовий Джек — персонаж казок Л. Ф. Баума про країну Оз.

## Інше
- Опудалами і поторочами називають незграбних, вайлуватих або неохайно вдягнутих людей.